# Karl Eugen Schmidt
Karl Eugen Schmidt, též Carl Eugen Schmidt (29. října 1865 Prešpurk [Bratislava] – 22. října 1948 Bratislava), byl evangelický kněz, teolog, československý politik německé národnosti ze Slovenska a meziválečný senátor Národního shromáždění ČSR zvolený za Maďarsko-německou křesťansko-sociální stranu, který pak v senátu zasedal jako hospitant v klubu Německé nacionální strany.

## Biografie
Byl synem výrobce klavírů Carla Jakoba Ludwiga Schmidta. V letech 1884-1885 studoval němčinu a filozofii na Vídeňské univerzitě, pak teologii na akademii v Prešpurku, na univerzitě v Heidelbergu a na Berlínské univerzitě. Roku 1889 byl vysvěcen na kněze a pak působil od roku 1890 jako farář v Prešpurku. Brzy se okolo něj vytvořila skupina evangelických studentů, kterou ovlivňoval svými názory. Od roku 1903 byl jediným uherským zástupcem v celosvětové Allgemeine lutherische Konferenz.
V parlamentních volbách v roce 1920 získal senátorské křeslo v Národním shromáždění za Maďarsko-německou křesťansko-sociální stranu, což byl název volební koalice, jíž dominovala Zemská křesťansko-socialistická strana, převážně reprezentující maďarskou menšinu a promaďarskou část populace. Byl hospitantem v senátorském klubu Německé nacionální strany. Senátorem byl do roku 1925.
Profesí byl hlavním děkanem v Bratislavě. Po roce 1918 organizoval luteránskou církev na Slovensku. Roku 1941 se kvůli věku vzdal svých funkcí. Po roce 1945 nebyl pro pokročilý věk nuceně vysídlen jako většina etnických Němců z Československa.